# Monique DeMoan
Monique DeMoan (Los Ángeles, California; 11 de agosto de 1973) es una actriz pornográfica estadounidense.

## Biografía
Monique DeMoan, nombre artístico de Cheyenne August Camarillo, nació en agosto de 1973 en Los Ángeles (California), en una familia con ascendencia española y nativoamericana, concretamente navajo. Creció en North Hollywood y en Studio City, también en California.
Fue contactada por el productor y cineasta Ed Powers en 1993, quien la animó a entrar en la industria pornográfica, algo que finalmente sucedió ese año, cuando DeMoan contaba 20 años.
Como actriz, trabajó para estudios como Adam & Eve, Vivid, Digital Playground, Anabolic, Evil Angel, Elegant Angel, Frontier Media, Legend Video, Metro, Private, Rosebud, Sin City, New Sensations, Devil's Film Wicked Pictures o VCA Pictures, entre otros.
Llegó a recibir tres nominaciones consecutivas (1999, 2000 y 2001) en los Premios AVN en la categoría de Mejor escena de sexo lésbico en grupo por los trabajos No Man's Land 20, Nasty Girls 20 y New Wave Hookers 6, respectivamente.
Dentro de la industria mantuvo una relación sentimental con el actor pornográfico Jon Dough, anteriormente casado con Deidre Holland, con el que se casó y tuvo una hija en común. Ambos estaban casados en 2006, cuando Dough se suicidó a los 43 años. Fue DeMoan quien encontró su cuerpo ahorcado.
Tras este acto, DeMoan se vio seriamente afectada, dejando de lado la industria. Terminaría haciendo papeles esporádicos en 2008, pero fue en 2006 cuando dejó de tener tanta presencia en los estudios. Grabó algo más de 200 películas como actriz.
Algunas películas suyas fueron Backstage Pass, Diary of Desire, Emily Squirts, Fresh Meat 3, Girl Power 2, Hard to Swallow, Lick My Legs, Milfology, No Bone Zone 2, On the Loose, Red Scarlet o Ultimate Sensations.

## Premios y nominaciones
| Año  | Ceremonia   | Resultado | Premio                                | Trabajo            |
| ---- | ----------- | --------- | ------------------------------------- | ------------------ |
| 1999 | Premios AVN | Nominada  | Mejor escena de sexo lésbico en grupo | No Man's Land 20   |
| 2000 | Premios AVN | Nominada  | Mejor escena de sexo lésbico en grupo | Nasty Girls 20     |
| 2001 | Premios AVN | Nominada  | Mejor escena de sexo lésbico en grupo | New Wave Hookers 6 |